# Krasnogorski (Mari El)
Krasnogorski (russisch Красного́рский; Mari Лушмара) ist eine Siedlung städtischen Typs in der Republik Mari El in Russland mit 6699 Einwohnern (Stand 14. Oktober 2010).

## Geographie
Der Ort liegt etwa 60 km Luftlinie südöstlich der Republikhauptstadt Joschkar-Ola am rechten Ufer des linken Wolga-Nebenflusses Ilet.
Krasnogorski gehört zum Rajon Swenigowski und befindet sich gut 25 km nordöstlich von dessen  Verwaltungszentrum Swenigowo. Es ist Sitz der gleichnamigen Stadtgemeinde (gorodskoje posselenije) Krasnogorski, zu der außerdem die sieben Dörfer Enerwosch (5 km nordwestlich), Janaschbeljak (6 km westsüdwestlich), Koschlassola (nordwestlich anschließend), Kuschnur (4 km nordwestlich), Oschutjaly, Oserki (entsprechend 6 und 3 km lich) und Taschnur (5 km westlich) sowie die drei Siedlungen Ilet, Kirpitschny und Trubny (fast ineinander übergehend etwa 5 bis 2,5 km südöstlich) gehören.
Die Siedlung liegt inmitten des Nationalparks Mari Tschodra, dessen Verwaltung dort ihren Sitz hat.

## Geschichte
Die Siedlung entstand im Zusammenhang mit dem Bau der Eisenbahnstrecke nach Joschkar-Ola und der forstwirtschaftlichen Erschließung des Gebietes sowie der Entwicklung der holzverarbeitenden Industrie ab 1925. Die Bahnstrecke ging auf diesem Abschnitt 1929 in Betrieb, und am 26. Februar 1939 erhielt Krasnogorski den Status einer Siedlung städtischen Typs.
Der größte holzverarbeitende Betrieb am Ostrand des Ortes stellte am 1953 Fertighäuser aus Holzwerkstoffen her. 1968 wurde er auf die Fertigung von LKW-Aufbauten umprofiliert und ist bis heute als Hersteller solcher Aufbauten, unter anderem für Militär- und Spezialfahrzeuge auf KAMAZ- und Ural-Basis, größtes Unternehmen des Ortes.

### Bevölkerungsentwicklung
| Jahr | Einwohner |
| ---- | --------- |
| 1939 | 3590      |
| 1959 | 8100      |
| 1970 | 7828      |
| 1979 | 9327      |
| 1989 | 8660      |
| 2002 | 7152      |
| 2010 | 6699      |

Anmerkung: Volkszählungsdaten

## Verkehr

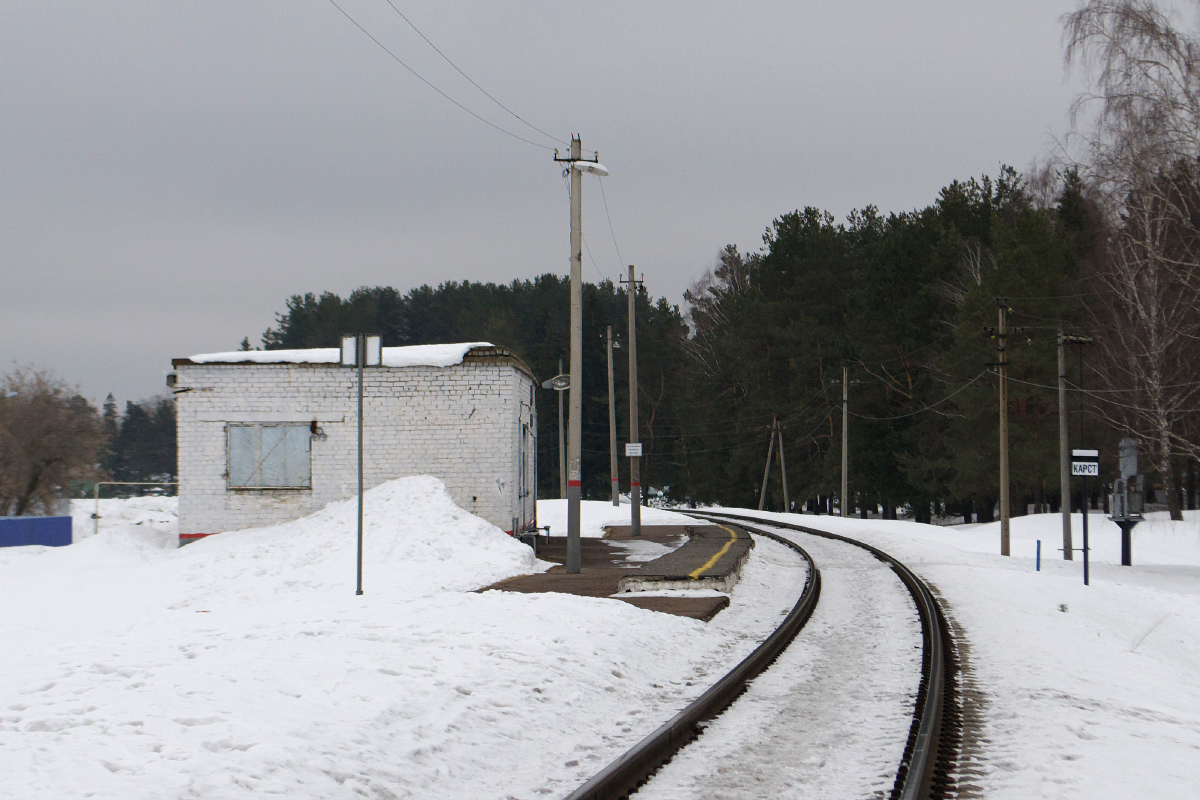
Haltepunkt 43 km in Krasnogorski

Südwestlich wird Krasnogorski von der föderalen Fernstraße A295 umgangen, die Joschkar-Ola mit der tatarischen Hauptstadt Kasan verbindet, wo die föderale Fernstraße M7 Moskau – Ufa/Perm erreicht wird.
Im Ort befindet sich der Haltepunkt 43 km an der Bahnstrecke von Selenodolsk (Station Seljony Dol, an der Strecke Moskau – Kasan – Jekaterinburg) über Joskar-Ola nach Jaransk; einen kleinen Bahnhof gibt es im Gemeindeteil Ilet.

## Söhne und Töchter des Ortes
- Kamil Samigullin (* 1985), Großmufti von Tatarstan
- Wadim Filimonow (* 1990), Biathlet